# Jugoslawische Volksarmee
Die Jugoslawische Volksarmee (serbokroatisch Југословенска народна армија Jugoslovenska/Jugoslavenska narodna armija, kurz JNA beziehungsweise; slowenisch Jugoslovanska ljudska armada) waren die von 1945 bis 1992 bestehenden Streitkräfte der Sozialistischen Föderativen Republik Jugoslawien.
Während des Zerfalls Jugoslawiens entstand aus ihr 1992 nach Umstrukturierung die Armee Jugoslawiens.

## Geschichte
Die Streitkräfte hatten ihren Ursprung im bewaffneten Teil des antifaschistischen Widerstands gegen die Besetzung durch die Achsenmächte während des Zweiten Weltkrieges zwischen 1941 und 1945 unter Führung der Kommunistischen Partei Jugoslawiens.
Am 1. März 1945 wurde die Armee formell aus den Partisaneneinheiten Titos gebildet. Am 22. Dezember 1951 erfolgte die offizielle Umbenennung in Jugoslawische Volksarmee.

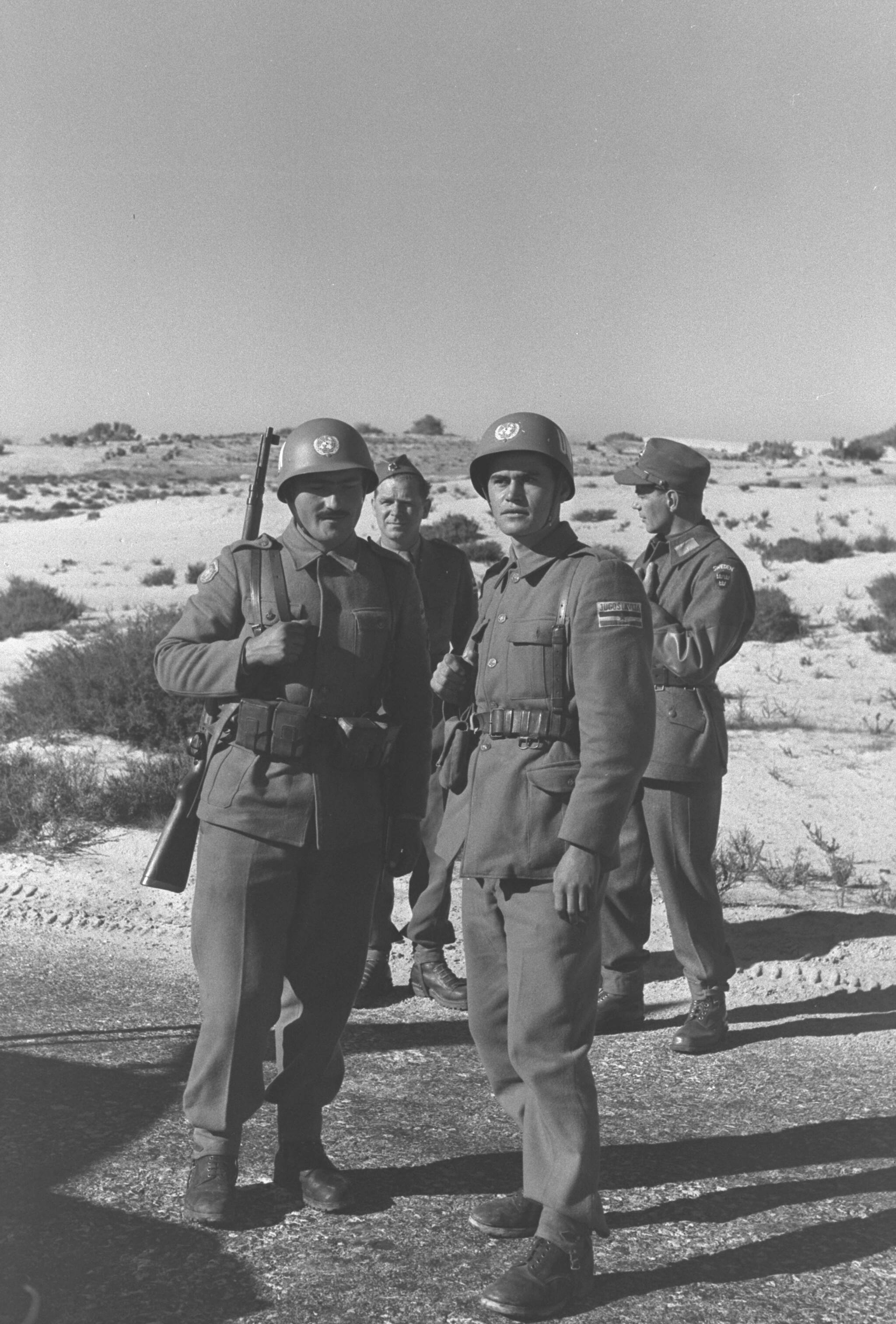
Angehörige der JNA auf Sinai im Rahmen der United Nations Emergency Force, 1957

Nach dem Zweiten Weltkrieg wurde sie zu einer regulären Armee mit starker kommunistischer Prägung umgebildet (so waren 1990 rund 96 % der Offiziere und etwa die Hälfte der zivilen Angestellten Mitglieder des Bundes der Kommunisten Jugoslawiens). Obwohl die noch während der Gründungsphase nach sowjetischem Muster eingeführten Politkommissare bereits 1953 wieder abgeschafft wurden, blieb die politische Arbeit in der JNA außerordentlich intensiv. Nach dem Bruch Titos mit Stalin 1948 erhielt die jugoslawische Armee bis Anfang der 1950er-Jahre auch US-amerikanische Militärhilfe. So verfügte sie noch für Jahrzehnte über eine Mischung aus ursprünglich sowjetischen, amerikanischen und dann im zunehmenden Umfang auch Waffensystemen und Ausrüstungsgegenständen aus eigener Produktion.
1968 wurde die Armee neu gegliedert und – unter dem Eindruck der Niederschlagung des Prager Frühlings – die Territorialverteidigung (TO) als gleichwertiger Organisationsbereich geschaffen. Bei der Territorialverteidigung handelte es sich um eine parallel zur Armee existierende Institution, welche mit einer der Feuerwehr ähnlichen Organisationsform im Falle eines Angriffes schnell und unbürokratisch die Verteidigung bis zum Eintreffen der Armee organisieren sollte und dem Befehl der Gemeindeverwaltung unterstand. Diese Ausrichtung auf einen Guerillakrieg sollte einen schnellen Einmarsch feindlicher Kräfte (der NATO und des Warschauer Paktes) erschweren. Die TO wurde territorial in den sechs Republiken und den zwei Autonomen Provinzen aufgestellt und auch von diesen jeweils einzeln verwaltet.
1974 wurden sechs Feldarmeen geschaffen, die über fünf der Republiken Jugoslawiens verteilt wurden. Die 1. Armee (Hauptquartier Belgrad) in Serbien und der autonomen Provinz Vojvodina, die 2. Armee (HQ Niš) in Südserbien und im Kosovo, 3. Armee (HQ Skopje) in Mazedonien, die 5. Armee (HQ Zagreb) in Kroatien, die 7. Armee (HQ Sarajevo) in Bosnien sowie die 9. Armee (HQ Ljubljana) in Slowenien. Zudem wurden in Montenegro zwei Korps stationiert. Die ehemalige 4. Armee wurde in den Militärdistrikt Küste mit HQ in Split umgewandelt, der sich über die gesamte Küste des Landes erstreckte. Die Marine verfügte mit einer Adria-Flotte mit mehreren schweren Einheiten, der Fluss-Flottille, zwölf Marineinfanterie-Brigaden und 25 Küstenartillerie-Batterien über schlagkräftige Einheiten zum Schutz der Adriaküste. Die Luftstreitkräfte waren nach sowjetischem Vorbild aufgebaut und verfügte über drei Luftkorps (1, 3 und 5), die jeweils zu der Armee mit derselben Nummer gehörte. Zudem verfügten die Luftstreitkräfte über eine Luftabwehr-Brigade und zwei Luftabwehr-Regimente. Diese Organisation blieb bis 1988 bestehen.
Nach dem Beginn der ersten Unruhen 1988 und nachdem klar wurde, dass es immer mehr separatistische Strömungen innerhalb der einzelnen Republiken gab, wurden zunächst die Armeen in Militärdistrikte aufgeteilt, die nicht mehr mit den Grenzen der Republiken übereinstimmten. Zudem wurde die Territorialverteidigung aufgelöst.
Die Distrikte waren bis 1991 endgültig neu aufgeteilt, die vorherigen Infanterie-Divisionen aufgelöst und deren Brigaden zu Korps neu zusammengesetzt worden. Die Distrikte umfassten den 1. Militärdistrikt (HQ Belgrad) in Nordserbien, Nordostkroatien, Bosnien und Vojvodina, den 3. Militärdistrikt (HQ Skopje) in Südserbien, Kosovo, Montenegro und Mazedonien, Teile der mazedonischen, serbischen und montenegrinischen TO, den 5. Militärdistrikt (HQ Zagreb) in Slowenien, Westkroatien, die slowenische und Teile der kroatischen TO. Einzig der Militärdistrikt Küste blieb, mit kleineren Veränderungen, bestehen.

### Jugoslawienkriege und Auflösung
Die Auflösung der JNA ging gemeinsam mit der Auflösung des Staates Jugoslawiens vonstatten. Während die Armee zunächst noch als Puffer zwischen den einzelnen Volksgruppen eingesetzt wurde und die Einheit Jugoslawiens garantieren sollte, geriet sie im Laufe des Jahres 1992 immer mehr unter die Kontrolle Serbiens.
Am 10. März 1991 kam es zu einer dramatischen Sitzung des Präsidiums der SFRJ. Die JNA forderte dabei vom Präsidium – das formal den Oberbefehl über die Streitkräfte hatte – die Ausrufung des Ausnahmezustandes, um gegen die Unruhen in Kroatien und Slowenien vorgehen zu können. Während Serbien, Montenegro, Kosovo und die Vojvodina dafür stimmten, stimmten Kroatien, Slowenien, Mazedonien und Bosnien-Herzegowina dagegen. Damit war der Antrag abgelehnt.
Vor den Jugoslawienkriegen war die Armee ein multiethnischer Verband. Die meisten (Berufs-)Soldaten und insbesondere Offiziere fühlten sich Jugoslawien als Gesamtstaat verbunden, aber auch ihrer Ethnie verpflichtet. Ende 1991, als Slowenien und Kroatien endgültig aus der Bundesrepublik ausgetreten waren, war die Volksarmee in ihrer Rolle als Armee aller Jugoslawen praktisch gelähmt. Am 15. März 1991 erklärte Serbien, dass es sich nicht mehr an die Weisungen des Präsidiums gebunden fühle und gab damit der Armee freie Hand zu agieren.
Die ersten Gefechte im Bürgerkrieg um Jugoslawien gab es im Rahmen des 10-Tage-Kriegs um Sloweniens Unabhängigkeit. Slowenien übernahm am 25. Juni 1991 den Oberbefehl über seine TO-Truppen und begann mit der Sicherung seiner Grenzen zu Österreich, Italien, Ungarn und zum Rest Jugoslawiens.

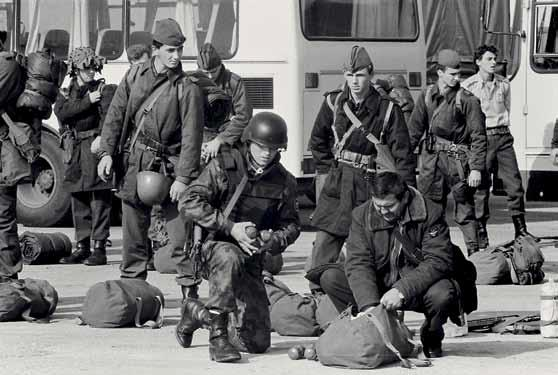
Rückzug der JNA aus Slowenien im Zuge des 10-Tage-Krieges 1991

Die JNA war nicht auf die Situation vorbereitet. Die aus der slowenischen TO und Polizei entstandenen slowenischen Streitkräfte schafften es, die JNA in ihren Kasernen zu blockieren und von der Versorgung abzuschneiden. Dank der Hilfe des ebenfalls in die Unabhängigkeit strebenden Kroatiens konnten kaum JNA-Einheiten aus Bosnien und Serbien nachrücken.
Nach zehn Tagen wurde ein Waffenstillstand zwischen der JNA und den Slowenen vereinbart. Im Oktober 1991 verließ der letzte jugoslawische Soldat das Land. Insgesamt hatte die JNA 44 Gefallene und 146 Verwundete sowie 4.693 Gefangene. Auf slowenischer Seite gab es 18 Tote und 182 Verwundete.
Der zweite Schauplatz des Krieges war Kroatien, das am 25. Juni 1991 ebenfalls die Unabhängigkeit erklärt hatte.
Er wurde vor allem um das mehrheitlich von Serben bewohnte Gebiet der sogenannten Krajina geführt; es waren aber auch größere kroatische Städte sowie die Gebiete Slawonien und Nord-Dalmatien betroffen, in denen Serben eine Minderheit darstellten. Ziel Serbiens war es, die Kontrolle über ein zusammenhängendes Territorium zu bekommen, um so den Anschluss der serbisch besiedelten Gebiete an ein „Rest-Jugoslawien“ zu vollziehen. Das Ziel Kroatiens war die Sicherung seiner Grenzen.
Auf Grund eines Beschlusses des Präsidiums der SFRJ, zunächst nicht einzugreifen, beteiligte sich die JNA zunächst nicht direkt an den Kämpfen, unterstützte aber logistisch serbische Verbände. Als sich Kroatien zur Blockade der Kasernen der JNA auf ihrem Territorium entschloss, trat die Armee offen als kriegführende Partei in Erscheinung. Sie beteiligte sich an dem Beschuss kroatischer Städte wie Vukovar, Osijek und Dubrovnik und blockierte kroatische Adriahäfen.
Am 27. April 1992 wurde mit der Gründung der Bundesrepublik Jugoslawien, die nur noch aus Serbien und Montenegro bestand, auch die Armee in Armee Jugoslawiens (Vojska Jugoslavije) umbenannt.
Im Mai 1992 bestätigte der Sicherheitsrat der Vereinten Nationen die neuen Republiken auf dem ehemaligen Staatsgebiet Jugoslawiens. Die Armee Jugoslawiens musste sich aus den souveränen Staaten Kroatien und Bosnien und Herzegowina zurückziehen.
Am 12. Mai 1992 wurden die Reste der Volksarmee aufgeteilt, ein Teil zog sich nach Serbien zurück, während der andere Teil die Vojska Republike Srpske bildete. Damit verblieb der größte Teil der Bewaffnung der Volksarmee in der Hand der Serben. Die Armee Jugoslawiens griff in diesen Krieg offiziell nicht ein, da Serbien mit Bosnien und Herzegowina nicht im Krieg stand.

## Aufbau und Struktur
Die JNA bestand 1988 aus drei Teilstreitkräften:
- Landstreitkräfte der Jugoslawischen Volksarmee (Serbokroatisch: Kopnena Vojska)
- Luftstreitkräfte der Sozialistisch Föderativen Republik Jugoslawien (serbisch: Ratno vazduhoplovstvo i protiv vazdušna odbrana – RV i PVO SFRJ / kroatisch: Ratno zrakoplovstvo i protuzračna obrana – RZ i PZO SFRJ)
- Marine Jugoslawiens (Serbisch: Jugoslovenska ratna mornarica / Kroatisch: Jugoslavenska ratna mornarica)

Die Struktur der JNA wurde nach dem beginnenden Zerfall der Sozialistischen Föderativen Republik Jugoslawien (SFRJ) in den Jahren 1991 einschneidend verändert. Nach der letzten Änderung wurde die JNA in drei Militärdistrikte (1., 3. und 5. Armee) und einen Militärdistrikt der Marine unterteilt. Die Luftstreitkräfte besaßen eigene Hauptquartiere mit derselben Kommandostruktur. Jeder Militärdistrikt (MD) war für die Truppen in der jeweiligen geografischen Region verantwortlich.
Die Rüstungsindustrie Jugoslawiens umfasste 56 Fabriken mit 8.000 Wissenschaftlern und 72.000 Arbeitern. Weitere 100.000 arbeiteten in Zulieferfirmen. Etwa 60 Prozent der Produktion lag in Bosnien und Herzegowina.

## Landstreitkräfte

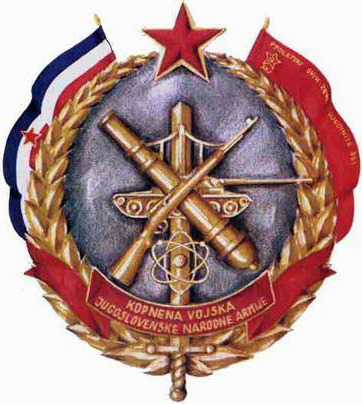
Emblem der jugoslawischen Landstreitkräfte

In den 1980er-Jahren hatten die jugoslawischen Landstreitkräfte eine Truppenstärke von etwa 240.000 bis 260.000 Berufssoldaten und ungefähr 100.000 wehrpflichtigen Rekruten sowie 1.500.000 ausgebildeten Reservisten. Dazu kamen rund 1.500.000 Angehörige der Territorialverteidigung (TO).

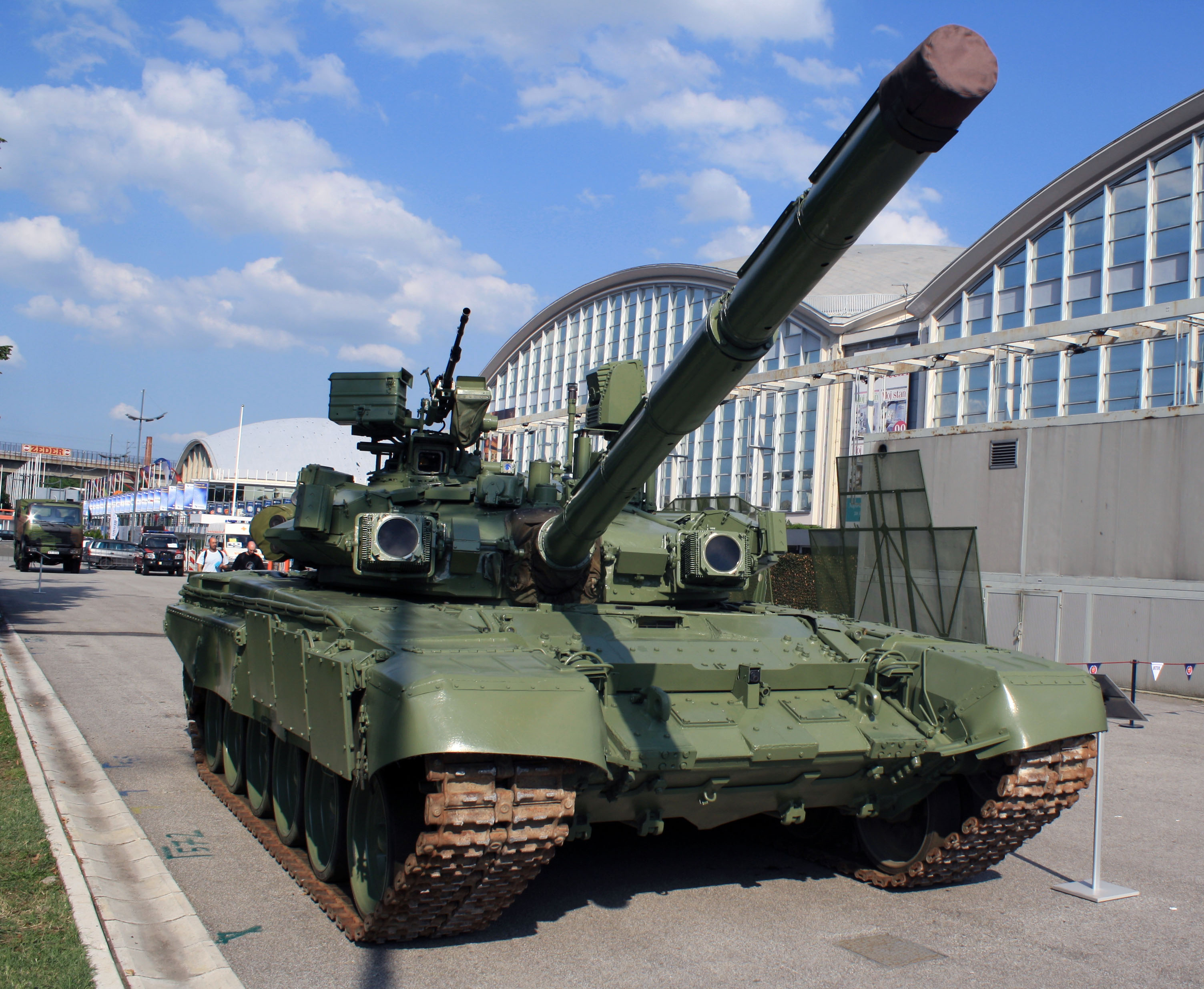
Ein M-84-Panzer der jugoslawischen Landstreitkräfte

### Aufbau
Der Aufbau der Jugoslawischen Volksarmee bis 1988.

#### 1. Armee
Belgrad unterteilt in
- 4. Korps mit Hauptquartier in Sarajevo
- 5. Korps mit Hauptquartier in Banja Luka
- 12. Korps mit Hauptquartier in Novi Sad
- 17. Korps mit Hauptquartier in Tuzla
- 24. Korps mit Hauptquartier in Kragujevac und
- 37. Korps mit Hauptquartier in Užice

#### 3. Armee
Skopje unterteilt in
- 2. Korps mit Hauptquartier in Titograd (heute Podgorica)
- 21. Korps mit Hauptquartier in Niš
- 41. Korps mit Hauptquartier in Bitola
- 42. Korps mit Hauptquartier in Kumanovo und
- 52. Korps mit Hauptquartier in Priština

#### 5. Armee
Zagreb unterteilt in
- 10. Korps mit Hauptquartier in Zagreb
- 13. Korps mit Hauptquartier in Rijeka
- 14. Korps mit Hauptquartier in Ljubljana
- 31. Korps mit Hauptquartier in Maribor und
- 32. Korps mit Hauptquartier in Varaždin

### Ausrüstung
- Kampfpanzer

- 450 × M-84
- 93 × T-72
- ca. 1000 × T-55
- 319 × M47 Patton

- Mittlere Panzer

- 889 × T-34/85 (Reserve)
- ca. 630 × M4 Sherman (Reserve)

- Leichte Panzer

- 63 × PT-76

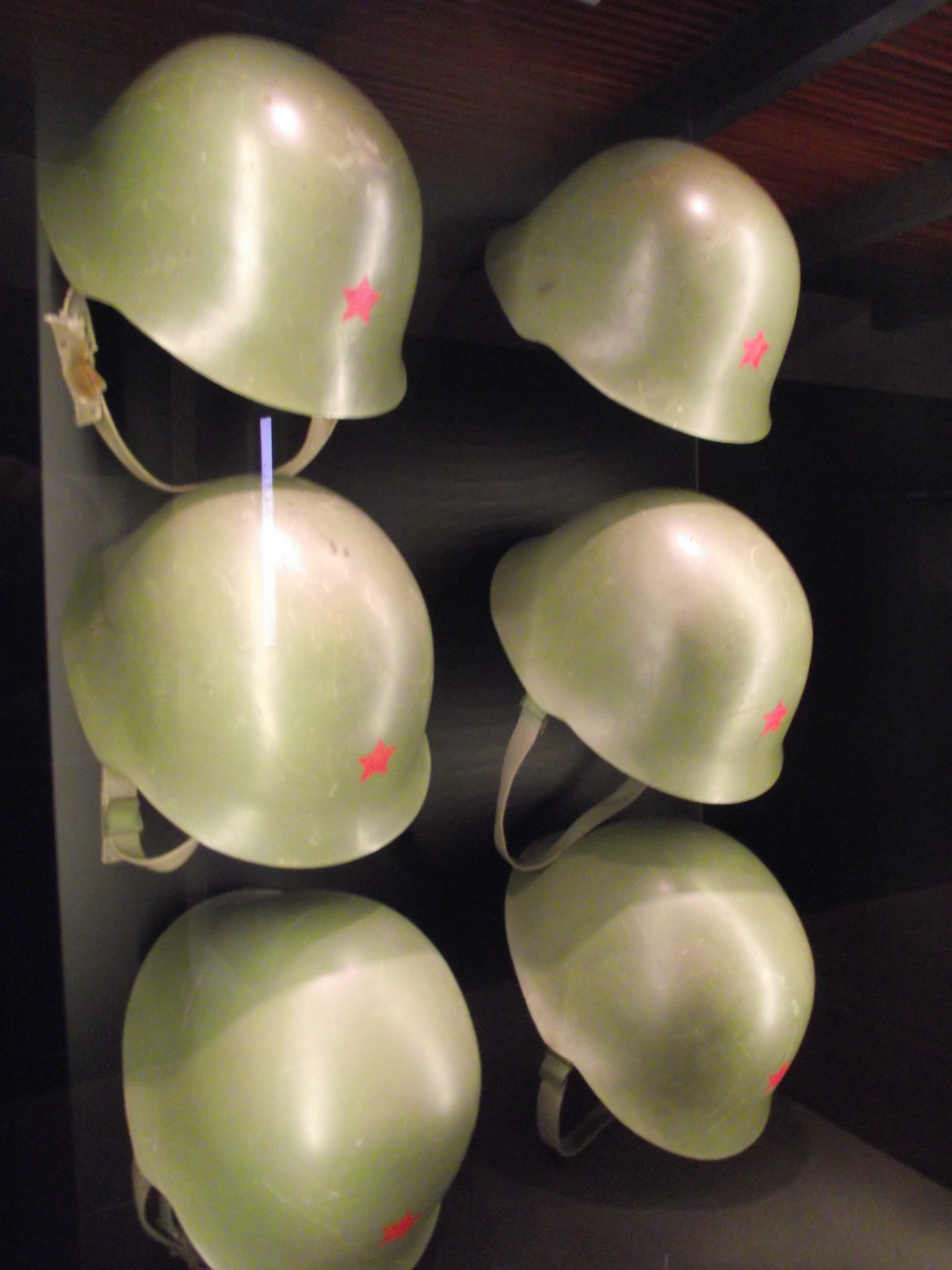
Standardhelm M 59/85 der JNA

- Schützenpanzer und Transportpanzer

- 600 × M-80 IFV
- 800 × M-60 APC
- 80 × BTR-60
- 120 × BTR-50
- ca. 200 × MT-LB
- ca. 350 × BOV-Truppentransporter
- 50 × BRDM-2-Aufklärungspanzer
- 50 M8 Greyhound-Aufklärungspanzer (Reserve)

- Selbstfahrlafetten

- ca. 300 × M36 Jackson
- ca. 260 × M18 Hellcat
- 40 × SU-100
- 100 × 2S1 Gvozdika

- Raketenartillerie

- ca. 130 × M-77 Oganj
- ca. 15 × M-87 Orkan
- 10 × FROG-7
- ca. 800 × M-63 Plamen

## Luftstreitkräfte

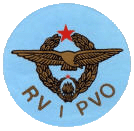
Logo der Luftstreitkräfte

Kennzeichnung an den Luftfahrzeugen

Das Hauptquartier der Luftstreitkräfte befand sich im Belgrader Stadtteil Zemun.

### Ausrüstung
Stand 1990 der Luftstreitkräfte und Luftverteidigung (Ratno vazduhoplovstvo i protiv vazdušna odbrana, kurz RV i PVO):
Kampfflugzeuge

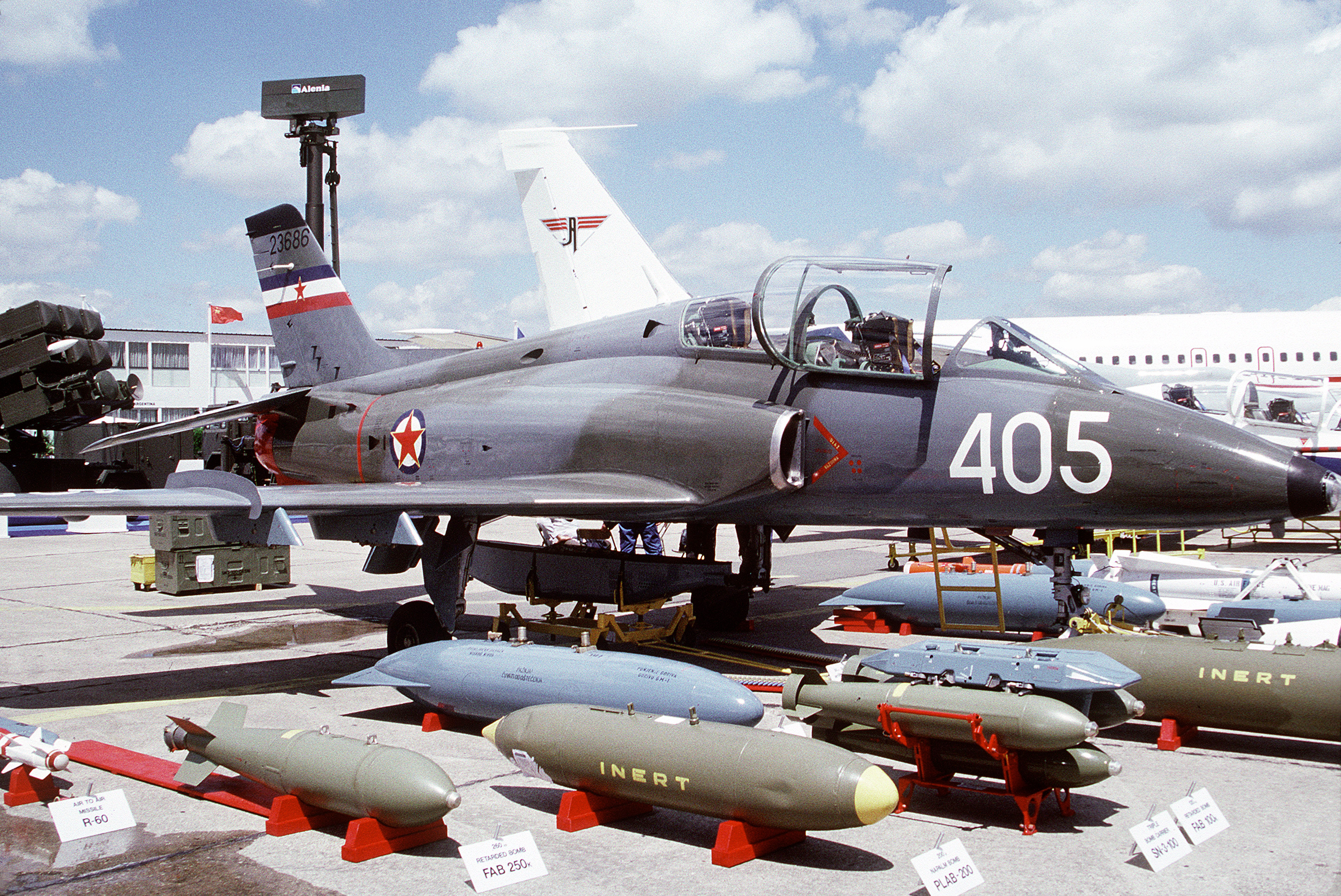
Ein G-4 SOKO Super Galeb aus jugoslawischer Produktion

- - 14 × L-18 (Mikojan-Gurewitsch MiG-29A „Fulcrum“)
  - 124 × L-17 (Mikojan-Gurewitsch MiG-21bis/M/RF „Fishbed“)
  - 104 × Soko IJ-22 „Orao 1“/J-22A „Orao 1“/J-22A „Orao 2“
  - 131 × Soko G-2s „Galeb“
  - 88 × Soko G-4 Super Galeb
  - 131 × Soko J-21 Jastreb
  - 40 × Soko P-2 „Kraguj“

Hubschrauber
- - 93 × HT-40 (Mil Mi-8T/17 „Hip“)
  - 97 × Soko HN-42/45 „Gama“ (Aerospatiale SA.341/342L „Gazelle“)
  - 4 × Mil Mi-14PL „Haze-A“
  - 2 × Kamow Ka-28 „Helix-A“
  - 6 × Kamow Ka-25BSsh „Hormone“

Transportflugzeuge
- - 4 × Jakowlew Jak-40 „Codling“
  - 2 × Dassault Falcon 50
  - 4 × Gates Learjet 25
  - 4 × Dornier Do 28D
  - 4 × Antonow An-2TD „Colt“
  - 10 × Antonow An-26B „Curl“

Trainer
- - 2 × NL-18 (Mikojan-Gurewitsch MiG-29UB „Fulcrum“)
  - 8 × NL-14/16 (Mikojan-Gurewitsch MiG-21US/UM „Mongole-B“)
  - 12 × Soko NJ-22/INJ-22 „Orao“
  - 50 × Lola Utva 66 (V-51)
  - 20 × Lola Utva 75 (V-53)
  - 30 × Soko NJ-21 „Jastreb“

### Fliegerhorste
- Batajnica
- Bihać (Flugzeugkaverne Željava)
- Brnik
- Cerklje
- Divulje (Flugzeugstollen Split)
- Golubovci
- Niš
- Ortijes (Flugzeugstollen Mostar)
- Pleso
- Priština (Flugzeugkaverne Slatina)
- Pula
- Skopski Petrovac
- Zadar

## Marine

Emblem der JRM

Seekriegsflagge der JRM

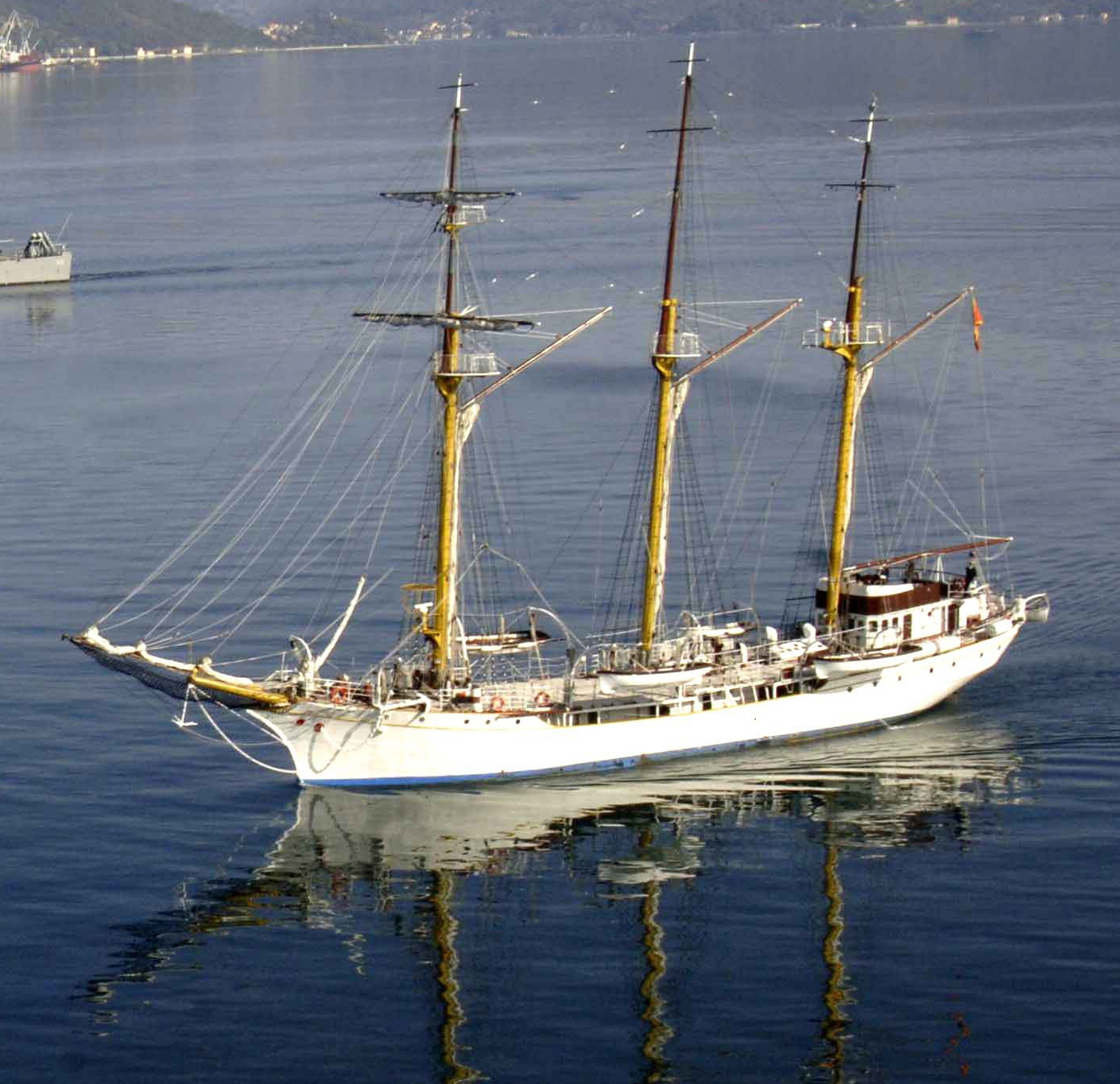
Segelschulschiff Jadran der JRM (heute in Montenegro)

Die Marine hatte ihr Hauptquartier in Split.

### Ausrüstung
Die Jugoslawische Kriegsmarine (Jugoslavenska ratna mornarica, kurz JRM) verfügte über folgende Ausrüstung:
U-Boote
- 3 × Heroj-Klasse (Patrouillen-U-Boote)
- 3 × Sava-Klasse (Patrouillen-U-Boote)
- 2 × Sutjeska-Klasse (Trainings-Boote)
- 6 × Una-Klasse (Klein-U-Boote)
- 4 × Mala-Klasse (Klein-U-Boote)

Überwasserschiffe
- 2 × Projekt 1159 (Fregatten)
- 2 × Kotor-Klasse (Fregatten)
- 10 × Osa-Klasse (Patrouillenboote)
- 14 × Shershen-Klasse (Torpedoboote)
- 11 × Mirna-Klasse (Patrouillenboote)
- 6 × Rade-Koncar-Klasse (Patrouillenboote)
- 60 verschiedene Schiffe
- Schulschiff Galeb
- Schulschiff Jadran
- Flaggschiff Vis
- ca. 250.000 bis 300.000 t Munition